# Canon EOS 80D
A Canon EOS 80D é um câmera DSLR anunciada pela Canon em 18 de fevereiro de 2016. O corpo tem um preço sugerido de R$ 4699,00. É a sucessora da EOS 70D. A câmera pode ser comprada com o corpo sozinho ou com kit contendo a lente 18-55mm.

## Principais características
Comparado com a EOS 70D, várias modificações foram feitas, incluindo:
- Dual Pixel CMOS AF – grava vídeos no Modo de Visualização Direta com AF rápido e preciso
- Sensor CMOS (APS-C) de 24.2 megapixels
- Processador de imagem DiG!C 6
- ISO 100-16000 (expansão: 25600)
- Vídeo em alta definição Full HD (1080p) com controle manual de exposição e múltiplas taxas de quadros (60p,30p e 24p)
- Sistema de AF de 45 pontos do tipo cruzado de alta precisão,incluindo um ponto central duplamente sensível a f/2.8
- Disparos contínuos de até 7.0 fps
- Tela LCD articulável de 3.0” touch screen
- Wi-Fi e NFC integrados – permite compartilhar arquivos facilmente e controlar remotamente a câmera via aplicativo
- Compatível com a linha completa de lentes EF/EF-S e flashes Speedlite da Canon